# Gorjanka
Gorjanka (Горянка) è un film del 1975 diretto da Irina Ivanovna Poplavskaja.

## Trama
La donna di montagna Asiat si rifiuta di sposare un uomo ricco, molto più vecchio del suo uomo, a cui è stata promessa una moglie fin dall'infanzia. Il padre caccia Asiatico fuori di casa e lei parte per Makhachkala per studiare all'istituto, dove si innamora del suo coetaneo Jusup. L'ex fidanzato Osman continua a perseguitare Asiat, la minaccia, la convince a tornare con lui nell'aul. Ma Asiat torna a casa con Yusup. Suo padre la maledice. Osman attende la ragazza e la ferisce con un coltello. Sconvolto da quanto accaduto, il padre si pente della sua crudeltà e perdona sua figlia.